# Chewore
L'area safari di Chewore è un'area protetta situata in Zimbabwe. Dal 1984 è considerata un patrimonio dell'umanità dell'UNESCO insieme ai parchi Mana Pools e Sapi.

## Descrizione
Il parco di Chewore è stato istituito nel 1994 come area in cui la caccia era vietata. L'area copre una superficie di Chewore 339 000 ettari. Il parco è gestito dallo Zimbabwean Department of National Parks and Wildlife Management. Il terreno è diviso in due dalla gola in cui scorre, per 30 chilometri, il Mupata, lungo il confine settentrionale. La parte della valle compresa tra le gole di Kariba e Mupata è larga e sabbiosa. Il clima è temperato, con precipitazioni annuali di 700 mm (soprattutto estive) ed una temperatura media di 25 °C. Il terreno è solcato da corsi d'acqua stagionali. Tra le specie vegetali ci sono Brachystegia, Faidherbia albida, Kigelia africana, Trichilia emetica e Colophospermum mopane.
Nel parco si trovava una popolazione di 500 rinoceronti neri, la più vasta dell'Africa, ma il bracconaggio ha eliminato questo vanto del parco. Altre specie animali sono Loxodonta africana, ippopotami, leoni, leopardi, ghepardi, licaoni, iene ridens, tassi del miele, facoceri del Capo, potamocheri, zebre e numerose specie di antilopi. I coccodrilli del Nilo sono molto numerosi. Lungo il fiume si trovano 380 specie di uccelli tra cui Agapornis lilianae, Nicator chloris, Glareola nuchalis, aquile e Erythrocercus livingstonei. Tra le specie ittiche ci sono pesci tigre, Tilapia, Heterobranchus longifilis, Distichodus mossambicus, Distichodus schenga, Mormyropsanguilloides e Protopterus annectens.
Nel parco sono stati rinvenuti reperti risalenti all'età del ferro Non ci sono insediamenti umani permanenti a causa della difficoltà degli spostamenti all'interno del parco, ma soprattutto per le malattie che lo infestano (prima fra tutte la malaria).